# 柳璥
柳璥（：／ Yu(Ryu) Gyung；1211年—1289年），字天年，一字藏之，本貫文化，是高麗王朝武人政權時期唯一的文人掌權者。

## 生平
他是政堂文學柳公權的孫子。高宗十五年甲戌榜及第，任大司成。他與兪千遇一起進入政房，同受崔沆信任。崔沆死後，崔竩掌權。崔竩胡作非為，失去了民心。1258年，柳璥同金俊、林衍、崔昷等人，以三別抄軍為主力發動政變，殺死崔竩，還政於高麗王室。因推翻崔氏政權的功績，柳璥被任命為左右衛上將軍，兼任右副承宣，不久又被封為推誠衛社功臣。
自此柳璥就奏置政房在大殿旁邊，國家大事都經他決定，令金俊的弟弟金承俊恐懼。此後任樞密院副使，1259年任守司徒、知門下省事、太子少傅，不久又升官為守太傅、參知政事、太子太保、門下侍郎、同中書門下平章事。
後來柳璥權勢日漸上升，令金承俊、林衍等功臣猜忌他，於是金承俊向國王元宗告發稱柳璥想奪王權，致使元宗罷免了柳璥宣除簽書樞密院事的職位，同時殺死其親信將軍禹得圭、梁和、指諭金得龍；流放郎將慶元祿到遠島。元宗三年（1262年），柳璥與大司成金坵、禮部侍郎朱悅、將軍金珽談及歷史及當世，談及宦官及佛寺的問題時被宦官金鏡偷聽，並告知元宗：「柳璥殺死崔竩，想獨攬朝政，而被金承俊排擠。昨天宴會時官員都很快樂，只有他不快樂，我親自送酒給他也不愉快，他一定有異心。」於是元宗召來金坵斥責，並流放柳璥在黑山島。不久林衍赦免了柳璥，但他還沒有回到京城就再度遭到流放外島。
1270年三別抄之亂爆發後，柳璥一家從江華島乘船逃回開京，被三別抄抓獲。柳璥將一家人安置在小船上，財寶則放在大船上。他假裝中暑嘔吐，希望在小船上乘涼，獲准後立即砍斷纜索成功逃脫，並前去歸附元宗。元宗原本擔心他會成為三別抄的謀士，此時見他來，大喜，封他為平章事、判兵部事。不久因為赦免了被賣給達魯花赤為奴的良民而得罪了達魯花赤，元宗將其罷免官職流放到哀島，不久召還。
1276年，忠烈王任命他為僉議侍郎、贊成事、監修國史、判版圖司事。同年，有人投遞匿名書信給達魯花赤石抹天衢，聲稱貞和宮主被告發用巫術詛咒齊國大長公主，而齊安公王淑、中贊金方慶及李昌慶、李汾禧、朴恒、李汾成等四十三人也被告發圖謀再度遷都江華島。隨後齊國大長公主將貞和宮主囚禁，石抹天衢也將齊安公、金方慶等人下獄。柳璥與諸位宰相膝行謁見公主，竭力為金方慶等人辨誣，公主釋放了金方慶等人，但依然囚禁貞和宮主。諸位宰相畏懼公主而不敢說話，只有柳璥進入室内苦苦哀求，最後公主同意將她也釋放。
後來韋得儒、盧進義等人誣告金方慶等人謀反，忻都請求忠烈王和公主拷問金方慶。忠烈王正要答應，柳璥請求按照高麗國法，先將告密者逮捕並由忠烈王親自審問。忻都無言以對。
1278年，判典理司事，勸阻了公主大興土木營造宮殿的計劃。同年，以匡靖大夫、僉議中贊、修文殿大學士、監修國史、上將軍、判典理司事、世子師致仕。死後諡號文正。